# Giornata mondiale degli insegnanti
La giornata mondiale degli insegnanti (conosciuta anche come "giornata internazionale degli insegnanti") si tiene ogni anno il 5 ottobre dal 1994, commemorando le organizzazioni di insegnanti in tutto il mondo. Il suo obiettivo è quello di mobilitare il sostegno agli insegnanti e di garantire che i bisogni delle future generazioni continuino ad essere soddisfatte dai docenti.

## Storia
La giornata mondiale degli insegnanti fu istituita nel 1994. La data del 5 ottobre fu scelta per commemorare la firma della Raccomandazione concernente lo Status dei Docenti redatta a Parigi 28 anni prima (5 ottobre 1966). Il documento fu il risultato di una conferenza organizzata dall'UNESCO e dall'Organizzazione internazionale del lavoro. Il 5 ottobre 1997 la conferenza generale dell'UNESCO adottò anche una Raccomandazione concernente lo Status dei Docenti nell'insegnamento superiore.
Nell'anno 2018 il tema scelto era "Gli insegnanti formati e qualificati sono essenziali per il diritto all'istruzione". 
Il 25º anniversario (1994-2019) della Giornata mondiale degli insegnanti è stato commemorato in Francia con un evento globale. Il tema era "Giovani docenti, il futuro della professione". Fu l'occasione per celebrare la professione di insegnante in tutto il mondo, per fare il punto sui risultati raggiunti e per affrontare alcune delle questioni fondamentali per attrarre e preservare le menti più brillanti e i giovani talenti della professione.
Nel 2020 la Giornata mondiale degli insegnanti ha onorato i docenti con il tema "Insegnanti: guidare nelle situazioni di crisi, reinventare il futuro". La pandemia di coronavirus ha aumentato le già numerose sfide affrontate dai sistemi educativi a livello globale. A causa di tale pandemia, le celebrazioni del 2020 si sono tenute online.
La giornata mondiale degli insegnanti è organizzata con la collaborazione unita dell'UNESCO, dell'Organizzazione internazionale del lavoro e dell’Education International.
A un anno e mezzo dall'inizio della pandemia di COVID-19, la Giornata mondiale degli insegnanti 2021 sottolineerà il supporto che deve essere fornito agli insegnanti per partecipare pienamente al processo di recupero. Il tema scelto è "Insegnanti al centro del recupero dell'istruzione".
Dal recupero dell'apprendimento alla trasformazione dell'istruzione, un nuovo rapporto congiunto dell'UNESCO, dell'Istituto di statistica (UIS), dell'UNICEF, della Banca mondiale e dell'OCSE, presenta i risultati del quarto round dell'indagine sulle risposte educative nazionali alle chiusure scolastiche COVID-19 , somministrato tra aprile e luglio 2022 con le risposte dei ministeri dell'istruzione in 93 paesi.
La leadership degli insegnanti nella trasformazione dell'istruzione è il tema della Giornata mondiale degli insegnanti del 2022: la trasformazione dell'istruzione inizia con gli insegnanti. Convocata da Education International, UNESCO, Organizzazione internazionale del lavoro e UNICEF, questa giornata mira a mettere in evidenza il lavoro di insegnamento e invitare i governi a investire nella professione di insegnante, fidarsi, coinvolgere e rispettare gli insegnanti.
Il tema della Giornata mondiale degli insegnanti 2023 è: "Gli insegnanti di cui abbiamo bisogno per l’istruzione che vogliamo".
Gli insegnanti sono il cuore dell’educazione, ma in molti paesi stanno abbandonando la professione che amano e sono sempre meno i giovani che aspirano a diventare docenti. L’UNESCO stima che il mondo avrà bisogno di oltre 69 milioni di nuovi insegnanti entro il 2030, e la carenza continua a crescere.
Le celebrazioni del 2024 si concentreranno, come precisato dal sito dell'UNESCO: "su “Valorizzare la voce degli insegnanti: verso un nuovo contratto sociale per l’istruzione”. L'evento metterà in risalto l'importanza di integrare il punto di vista degli insegnanti nelle politiche educative e di promuovere un ambiente favorevole al loro sviluppo professionale. Questo tema risponde alle importanti sfide evidenziate dal Gruppo di alto livello sulla professione docente del Segretario generale delle Nazioni Unite e dal recente Rapporto mondiale sugli insegnanti, che fornisce nuovi dati chiave sulla crescente carenza di insegnanti e sul deterioramento delle condizioni di lavoro".